# Saint-Cirq-Lapopie
Saint-Cirq-Lapopie – miejscowość i gmina we Francji, w regionie Oksytania, w departamencie Lot. W 2013 roku populacja gminy wynosiła 221 mieszkańców. Przez teren gminy przepływa rzeka Lot. 